# حدائق فيلا بورغيزي
حدائق فيلا بورغيزي (بالإيطالية:Villa Borghese) هي حديقة طبيعية واسعة على التصميم الطبيعي الإنجليزي للحدائق في روما، تضم عدد من المباني والمتاحف مثل جاليريا بورغيزي. هي ثالث أكبر حديقة عامة في روما بمساحة 80 هكتارا، بعد حديقة فيلا دوريا بامبيلي. تم تطوير هذه الحدائق على هضبة «بانشيانا» Villa Borghese Pincio 
بنيت بواسطة المعماري فلامينيو بونيتسيو الذي طور اسكتشات أو رسومات أولية تخص شيبيوني بورغيزي من عصر النهضة في إيطاليا، والذي كان ينحدر من أسرة لنبلاء تلك الفترة، حيث استعملها ك«فيلا سوبربانا» villa suburbana وهي فيلا للاحتفالات على أطراف روما، وكمقر لمجموعته الفنية الخاصة. الحدائق بشكلها الحالي تم إعادة تصميمها في أوائل القرن التاسع عشر.

## تاريخ

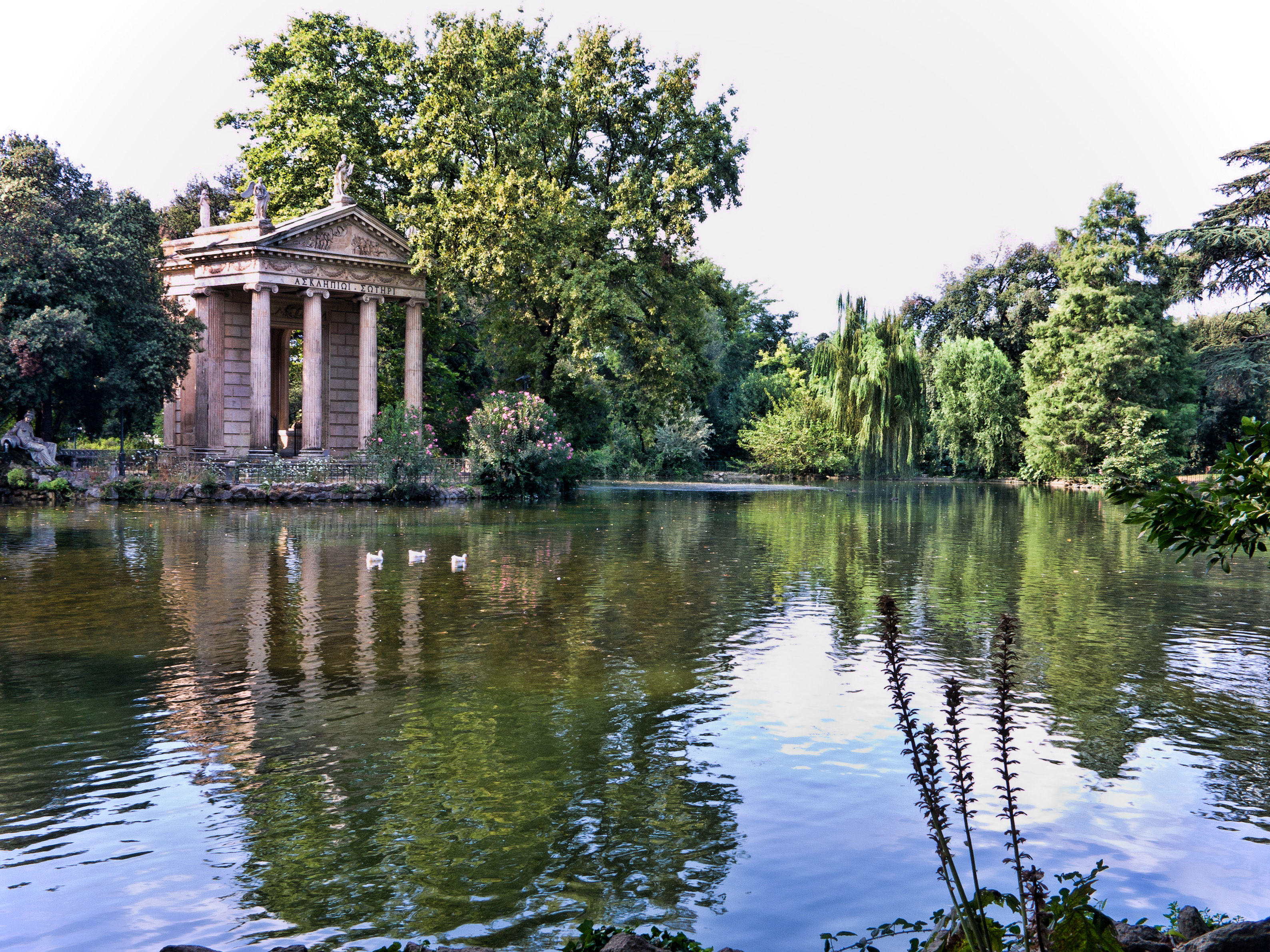
"معبد إسكولابيوس" في حدائق فيلا بورغيزي

في العام 1605، الكاردينال شيبيوني بورغيزي ابن شقيق البابا باول الخامس وراعي برنيني، بدا بتحويل مزرعة العنب السابقة تلك إلى أكبر حدائق روما على الإطلاق منذ العصور القديمة.
مزرعة العنب السابقة تلك إضافة إلى حدائق لوتشولاني كانت الأشهر في عصر الجمهورية الرومانية القديم. في القرن التاسع عشر تغير تصميم وشكل الكثير من الحدائق إلى حديقة طبيعية واسعة على التصميم الإنجليزي. تم افتتاح حدائق فيلا بورغيزي بشكل غير رسمي منذ زمن طويل. قامت بشرائها بلدية روما في العام 1903 حيث تم فتحها للعامة. حدائق فيلا بورغيزي تحتوي على عدد من الفيلات. كما تؤدي طريق من أدراج إسبانيا بالقرب من ميدان (بيازا دي سبانيا) الشهير في روما إلى الحدائق. وهناك مدخل آخر من ناحية «بورتي ديل بوبولو» عبر ميدان (بيازا ديل بوبولو) الذي يحوي في وسطه مسلة مصرية تخص الفرعون المصري رمسيس الثاني. كما توفر هضبة بنشيانا Pincio في الجهة الجنوبية من الحديقة إطلالة مميزة على العاصمة الإيطالية روما.

## الفيلات في الحديقة
- اليوم يوجد جاليريا بورغيزي في موقع الفيلا الرئيسية «فيلا بورغيزي» ذاتها.
- فيلا جوليا المجاورة لفيلا بورغيزي بنيت بين العامين 1551 - 1555 كمقر صيفي للبابا يوليوس الثالث، اليوم هي مقر للمتحف البتروسكاني.
- فيلا ميديشي التي تستضيف اليوم مقر الأكاديمية الفرنسية في روما، وحديقة فورتيتسولا القوطية التي تستضيف مجموعة أعمال الفن الأكاديمي الحديث للنحات بيترو كانونيتشا. في خمسينيات العام 1600 قام دييغو فيلازكيز برسم مجموعة من لوحات حديقة هذه الفيلا.
- فيلات أخرى متناثرة في فيلا بورجيزي هي بقايا من المعرض العالمي للفنون الذي تم في روما في العام 1911 احتفالا بالذكرى الخمسين لتوحيد إيطاليا.
- جاليريا ناتسونالي دي آرت موديرنا يمتلك مجموعات من اللوحات الفنية الحصرية من القرن التاسع عشر والقرن العشرين لفنانين إيطاليين.

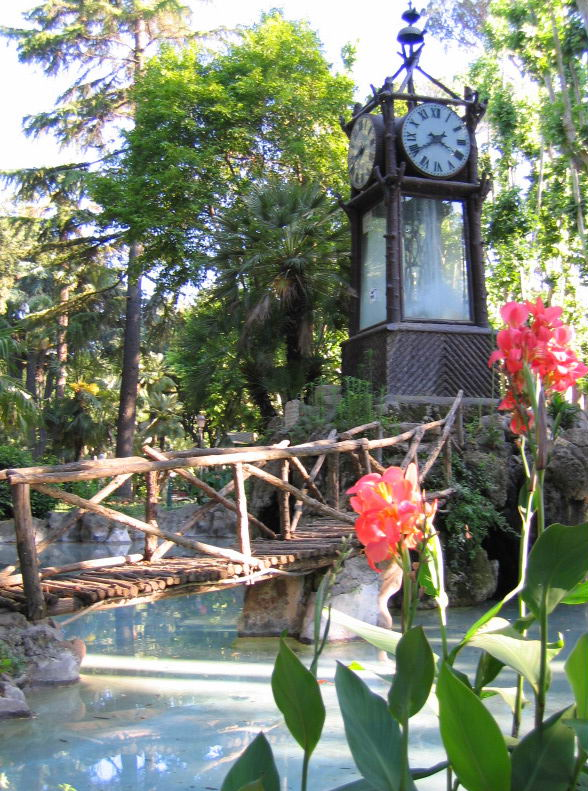

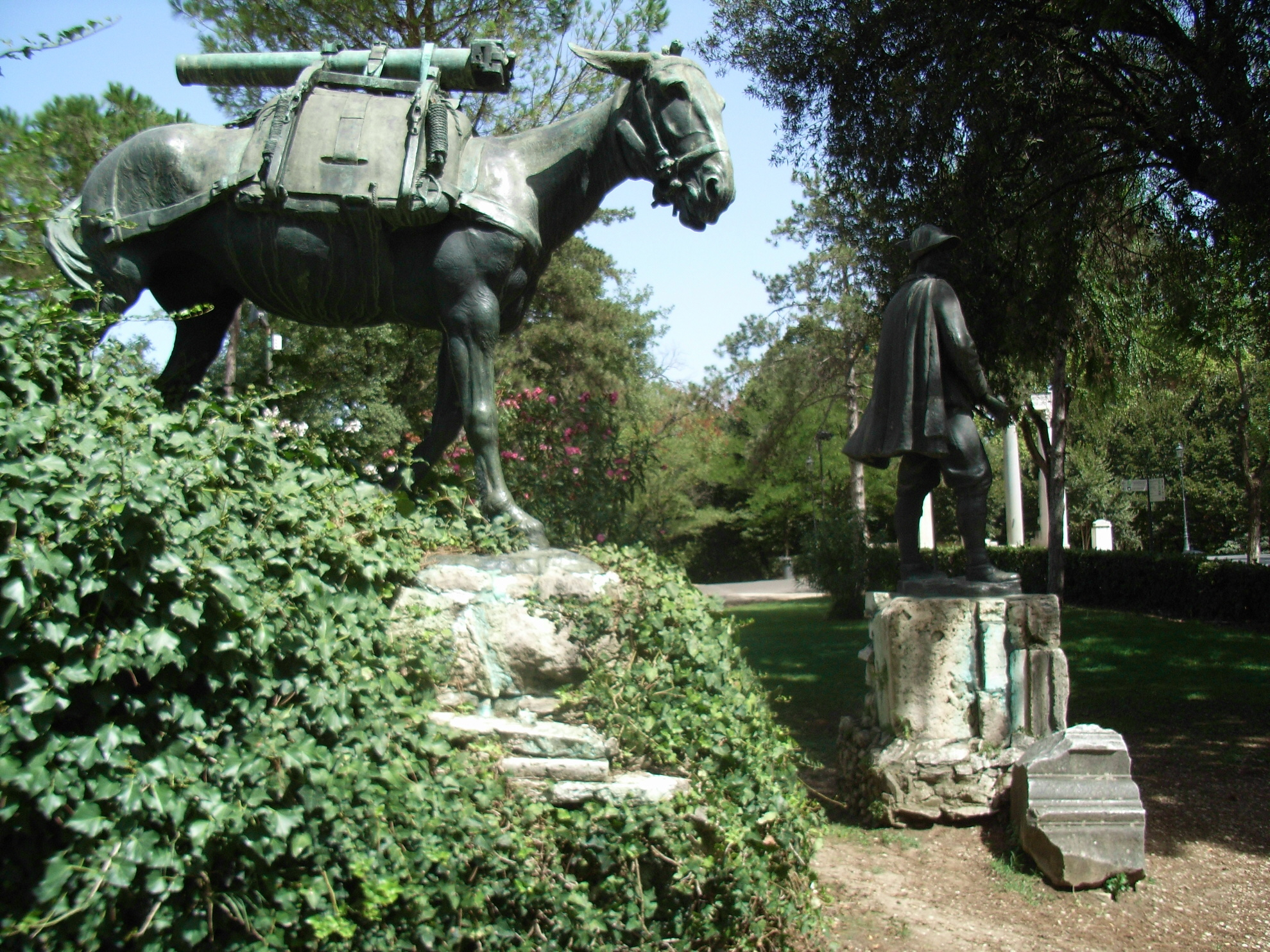

## وصلات خارجية
- Villa Borghese
- معلومات تاريخية عن الحدائق